# John Doumanian
John Doumanian (New York, ...) è un attore statunitense.
È noto soprattutto per aver interpretato ruoli secondari in  numerosi film di Woody Allen. 
Nel 1977 esordisce in Io e Annie nella parte di uno spacciatore. Nel 1979 partecipa alla pellicola Manhattan come il proprietario di una Porsche e nel 1980 è un fan di Armenian in Stardust Memories. Nel 1983 è nelle vesti di un cameriere in Zelig e un manager in Broadway Danny Rose. In Hannah e le sue sorelle interpreta un ospite, come in Mariti e mogli. Nel film Misterioso omicidio a Manhattan è un vicino di casa, e in Don't Drink the Water è Emir. Di seguito è stato per varie volte comparsa in Harry a pezzi, Celebrity e Inganni del cuore. Ritorna sul grande schermo nella pellicola Criminali da strapazzo.

## Filmografia
- Io e Annie (Annie Hall), regia di Woody Allen (1977)
- Manhattan, regia di Woody Allen (1979)
- Stardust Memories, regia di Woody Allen (1980)
- Zelig, regia di Woody Allen (1983)
- Broadway Danny Rose, regia di Woody Allen (1983)
- Hannah e le sue sorelle (Hannah and Her Sisters), regia di Woody Allen (1986)
- Mariti e mogli (Husbands and Wives), regia di Woody Allen (1992)
- Misterioso omicidio a Manhattan (Manhattan Murder Mystery), regia di Woody Allen (1993)
- Don't Drink the Water, regia di Woody Allen - film TV (1994)
- Harry a pezzi (Deconstructing Harry), regia di Woody Allen (1997)
- Celebrity, regia di Woody Allen (1998)
- Inganni del cuore (1998)
- Criminali da strapazzo (Small Time Crooks), regia di Woody Allen (2000)
- La maledizione dello scorpione di giada (The Curse of the Jade Scorpion), regia di Woody Allen (2001)
- Café Society, regia di Woody Allen (2016)